# Justus Christoph Krafft
Justus Christoph Krafft (* 2. Januar 1732 in Marburg; † 22. Januar 1795 in Frankfurt am Main) war ein deutscher reformierter Prediger und Autor.
Sein Vater war Johann Wilhelm Krafft (1696–1767) und sein jüngerer Bruder Elias Christoph Krafft (1748–1798). 
Er studierte Theologie in Hanau, an der Universität Marburg und ab 1749 in Göttingen. 1757 wurde er Pfarrer im hessischen Weimar („zwei Stunden von Cassel“), 1759 Garnisonsprediger in Kassel, 1762 Prediger auf der dortigen Oberneustadt, 1769 Prediger der reformierten Teutschen Gemeinde zu Frankfurt am Mayn. In Marburg gehörte er mit dem Philosophen Andreas Böhm und dem Juristen Carl Philipp Kopp der Freimaurerloge Zu den drey Löwen, der ältesten in der ehemaligen Landgrafschaft Hessen-Kassel, an.
Er gilt, wie Johann Caspar Lavater, als Grenzgänger zwischen Aufklärung und Erweckungsbewegung. Er war Hauptverfasser des  Kasseler Gesangbuches von 1770. 

## Werke
- Sammlung einiger Predigten, begleitet mit einer Vorrede über die Versuchung Christi (von R. C. Ungewitter) Marburg 1764
- Abhandlung über verschiedene Stellen der heiligen Schrift; Cassel 1765
- Antrittspredigt (über Phil. I. 9-11) bey der reformierten Teutschen Gemeinde zu Frankfurt am M., die sich zu bockenheim versammlet, gehalten. Frankfurt 1769
- Leichenpredigt über Sprüchw. 31, auf den Tod J. K. H. Fr. Maria, Landgräfin zu Hessen. gehalten zu Bockenheim den 2. Februar 1772; ebend. 1772
- Sammlung von Schriftstellen, nebst Anzeige der Hauptstellen des Christenthums, zu deren Beweise sie dienen. ebend.  1776
- Einige zu Bockenheim gehaltene Predigten; ebend.  1777
- Justus Christoph Krafft, Predigers bey der reformirten teutschen Gemeinde zu Frankfurt am Mayn, die sich zu Bockenheim versammlet, einige daselbst gehaltene Predigten 1777 (Digitalisat)
- Predigt über Luc. 13, 1-5, mit Beziehung auf die Feuersbrunst, welche d. 18. September 1780 die Stadt Gera im Voigtland in Asche gelegt hat; ebend. 1780
- Predigt über 1. Cor 12,26.27. bei Gelegenheit einer für die Reformirte Gemeinde zu Wien zu erhebenden Kollekte: vor der Frankfurter Reformirten teutschen Gemeinde die sich zu Bockenheim versammlet gehalten den 28sten April 1782. Digitalisat
- Wahrheit und Gebote der christlichen Lehre, in Predigten vorgetragen, 2 Bände, ebend. 1783
- Die Bereitwilligkeit eines Christen zu Sterben, die sich auf die Erscheinung des Erlösers gründet; eine Predigt über Lucä 2, 29, 30; ebend. 1784
- Eine Predigt bey der Gelegenheit, da der neue Lehrer der im Gottesdienste zu Bockenheim vereinigten Frankfurter reform. und Bockenheimer Gemeinde sein Amt antrat; 1785
- Ermunterungen zum Lobe Gottes, vorgetragen in einer Predigt am Sonntag, den 10. Februar 1788, als von der gnädigen Vergünstigung eines Hochedlen und Hochweisen Magistrats der kaiserl. freyen Reichsstadt Frankfurt, in Ansehung des Privatgottesdienstes innerhalb der Ringmauern der Stadt, die reformierte Teutsche Geminde zum erstenmal Gebrauch machte. FfM 1788